# Mai 1957

## Évènements
- 10 mai : pacte libéral conservateur en Colombie. Chute du dictateur Gustavo Rojas Pinilla. Les libéraux et les conservateurs négocient un partage du pouvoir. Ils parviennent à s’accorder sur une stricte répartition des postes gouvernementaux, à tous les niveaux, et avec une alternance au pouvoir, pour une période de 16 ans (4 mandats). L’idée, qui consiste à éliminer les sources d’affrontement en supprimant toute possibilité d’exclusion d’un parti du pouvoir, est adoptée par référendum (décembre) et en 1958 le régime du Front national est inauguré.

- 11 mai : appel soviétique aux États-Unis et au Royaume-Uni pour la cessation des essais nucléaires.

- 15 mai : un Vickers Valiant largue la première bombe H britannique près de l'île Christmas.

- 16 mai : 
  - Le Belge Paul-Henri Spaak succède à lord Ismay au poste de secrétaire général de l'OTAN.
  - Essai thermonucléaire britannique dans l'île Christmas (Océan Pacifique).
  - Premier vol de l'hydravion Saunders-Roe SR.53.

- 19 mai (Formule 1) : Grand Prix automobile de Monaco.

- 21 mai, France : chute du gouvernement Guy Mollet, mis en minorité par la Chambre sur son programme financier.

- 30 mai : 500 miles d'Indianapolis.

## Naissances
- 1er mai : 
  - Catherine Frot, comédienne.
- 2 mai : Dominic L. Gorie, astronaute américain.
- 4 mai : Kathy Kreiner, skieuse alpine.
- 5 mai : Canjo Amissi, auteur-compositeur-interprète et guitariste burundais.
- 7 mai : Véronique Jannot, actrice et chanteuse française.
- 8 mai : Marie Myriam, chanteuse française d'origine portugaise.
- 10 mai : Sid Vicious, musicien britannique (de son vrai nom John Simon Ritchie) († 1979).
- 11 mai :
  - Fanny Cottençon, actrice et productrice française.
  - Hervé Désarbre, organiste français.
  - Peter Hirschfeld, physicien américain.
- 13 mai : 
  - Claudie Haigneré, médecin, femme politique et spationaute française, ancien ministre.
  - Géry Moutier, pianiste, pédagogue, et directeur d'établissement public français.
  - Carrie Lam, personnalité politique de Hong-Kong.
- 14 mai : 
  - William G. Gregory, astronaute américain.
  - Gilles Bisson, homme politique franco-ontarien.
  - Michel Cymes, médecin, chirurgien spécialisé dans l'ORL, animateur de télévision et de radio français.
- 15 mai  : Dave Wolverton, écrivain américain († 15 janvier 2022).
- 16 mai : Anthony St John, pair britannique, homme politique, homme d'affaires et avocat.
- 18 mai : Thierry Meyssan, journaliste français.
- 19 mai : 
  - Philippe Collas, écrivain français.
  - Sophie Thevenoux, femme politique monégasque.
- 21 mai : 
  - Luc Ravel, évêque aux armées françaises puis archevêque de Strasbourg
  - Éric Carrière, comédien, humoriste et auteur français.
- 22 mai : 
  - Véronik, dessinatrice suisse de bande dessinée.
  - Lisa Murkowski, femme politique américaine, sénatrice des États-Unis pour l'Alaska depuis 2002.
- 25 mai : Véronique Augereau, comédienne vocale française, elle double notamment  Marge Simpson et femme de Philippe Peythieu qui double Homer Simpson qui est aussi dans le doublage vocal.
- 26 mai : 
  - François Legault, homme politique québécois et 32e premier ministre du Québec.
  - Olivia Pascal, actrice allemande.
  - Alaa al-Aswany, romancier égyptien.
- 27 mai : Siouxsie Sioux, chanteuse des groupes anglais Siouxsie and the Banshees et The Creatures.

## Décès
- 12 mai : Erich von Stroheim, acteur, scénariste et réalisateur.
- 16 mai : Eliot Ness (53 ans), policier qui arrêta Al Capone.
- 18 mai : Maria Stromberger, infirmière résistante autrichienne au sein du camp de concentration d'Auschwitz (° 16 mars 1898).